# 護國超人
護國超人（英語：The Homelander），本名：約翰·吉爾曼（John Gillman），是超級英雄漫畫系列《黑袍糾察隊》中的虛構超級反派，由蓋斯·恩尼斯和德瑞克·羅伯森創作。他是由沃特工業（Vought Industries）出資贊助，由一群唯樂主義又魯莽的超級英雄所組成的超級英雄團隊「七巨頭」領袖，也是CIA黑色行動小組幹員比利·布徹的死對頭。護國超人被描寫為一名高傲的自戀主義者，被布徹認定是一名熱愛施虐的精神病態者 ，一點也不在乎他身為超級英雄所要保護的人的福祉。在故事初期，他是漫畫中的頭號反派，但是這個地位被黑俠超越，後者被揭曉為護國超人發瘋的複製人，其任務是在護國超人變得不受控時殺死並取代他。在遲遲無法達成命令下，黑俠因為缺少生存目的而發瘋，並强奸布徹的妻子並導致其死亡（以及許多起謀殺、食人與戀屍行為）的罪行陷害到護國超人頭上企圖讓他逐漸發瘋得以讓沃特批准他的使命。
在亞馬遜影片網路電視的改編影集中，護國超人由男演員安東尼·史達與羅溫·史密斯(Rowan Smyth)飾演。此版本是萊恩·布徹（影集版確實施行了漫畫中黑俠的強暴行為，並且具有漫畫中母乳的戀奶行為）具愛國主義與戀奶的父親，其與瑪德琳·史迪威與風暴前線具有戀愛與肉體關係。在衍生影集《黑袍糾察隊：窮凶極惡》中，護國超人也由史達配音。

## 登場

### 漫畫書系列
護國超人是一名愛國的超級英雄，率領超級英雄團隊「七巨頭(The Seven)」，也是美國沃特(Vought-American)公司所創造的最強超人類。沃特對外宣稱護國超人的起源故事是一名在嬰兒期迫降在美國的外星人，近似於超人的起源故事。實際上，他是在秘密實驗室被養大，也是具有風暴前線遺傳因子的幼童，而風暴前線則是在身為希特勒青年團成員時被注射了化合物V。護國超人在他年幼被用鎖鍊綁在一枚氫彈以防止他逃脫。他的母親有精神疾病，並且在生下他之後死亡。
護國超人受制於沃特的金權之下，而這些錢都被拿去用在七巨頭唯樂主義的生活方式。護國超人最終試圖鼓勵其他超級英雄為所欲為，但因為恐懼身為其上司的詹姆斯·史迪威而退卻。
漫畫系列直到高潮才暗示護國超人強姦了比利·布徹的妻子貝琪，而她因產下超能嬰兒而死，這個超能嬰兒最終也被布徹殺死。在第40卷中，黑袍糾察隊獲得一系列護國超人看似對男女老幼犯下謀殺、食人與戀屍等罪行的照片。漫畫最終揭曉護國超人根本不記得自己犯下過這些罪行，這包含強姦布徹的妻子一事，並暗示護國超人患有解離性身分疾患並親自將這些照片發送給布徹。護國超人在私下時出現了精神崩潰的徵兆，與自己在鏡中的倒影說話且數次噁心發作。他最後因為他在照片中的所作所為而認定自己已經無藥可救，並決定屈服於任何一閃而過的闖入型意念。
自《英雄高潮》故事起，護國超人試圖從沃特的控制中解放自己與超級英雄們。他率領其他超級英雄對美國發起政變，對白宮發動攻擊並將包含美國總統在內的所有人屠殺殆盡。緊接著，在布徹與護國超人對質時，黑俠來到橢圓辦公室並揭曉自己是護國超人的複製人，其任務是當護國超人變得不受控時殺死並取代他。黑俠也揭露自己因無法獲准殺死護國超人而逐漸發瘋，因而犯下照片中的罪行以及強姦布徹的妻子，意圖藉此獲准讓他達成自己的使命。被徹底激怒的護國超人攻擊黑俠，但被黑俠扯成碎片，在死前，護國超人企圖重傷黑俠，使布徹得以在不久後用鐵撬將黑俠殺死。

### 影集

#### 《黑袍糾察隊》 (2019年–至今)
在改編影集中，安東尼·史達飾演護國超人。在影集中，他被一些影評人認為近似於DC漫畫的超人一角。約翰·沃格邦在成為護國超人之前被實驗室養大，具有許多反社會傾向並公然地輕蔑那些他認為比自己低等的人。他控制欲強、偏執、充滿惡意、麻木不仁，並且魯莽地使用力量。他無法接受他自己或他下決定時發生任何失誤的可能。與漫畫不同的是，護國超人被作為漫畫版護國超人與黑俠的複合角色，他強姦了布徹的妻子貝卡，但留了她一命，而直到第一季終，他才知道她懷了自己的孩子。在他發現了圍繞他親生骨肉存在的謊言後，他因此決定把負責養大他的科學家喬納·沃格邦弄成殘廢，並殺死瑪德琳·史迪威。然而，因為他的情緒能力不足以及他的反社會人格，最終導致他與兒子漸行漸遠，而在失去史迪威的監控下，他變得越來越精神不穩。他與風暴前線進入了一段肉體關係，兩人一開始關係緊張，但兩人合謀將他的兒子帶離貝卡的照顧，並讓民眾的憤怒指向他所謂的「超級反派」上，造成民意要求創造更多超級英雄。風暴前線遭到護國超人的兒子萊恩重傷，而護國超人自己也被梅芙勒索，要他離自己與萊恩遠一點。他被迫譴責自己與風暴前線的感情並在電視採訪中道歉。為了監控護國超人的行為，沃特執行長史丹·埃德加與沃特董事會安插星光成為七巨頭的共同隊長。

#### 《沃特新聞網》 (2020年–2021年)
在2020–2021年的宣傳用網路劇集，作為第二季至第三季事件橋樑的《沃特新聞網》中，護國超人持續處理風暴前線的納粹身份曝光的後果，同時也為沃特的串流服務沃特+以及聖誕節拍攝廣告。。

#### 《黑袍糾察隊：窮凶極惡》 (2022年–至今)
在《黑袍糾察隊：窮凶極惡》中，護國超人首先登場於〈不爽的超人類幹掉父母的動畫短片(An Animated Short Where Pissed-Off Supes Kill Their Parents)〉的最後場面，因為《黑袍糾察隊》第二季第三集〈滿山遍野〉中的事件而在沃特命令下將所有標題角色（具有不正常超能力的超人類青少年）屠殺殆盡。 
護國超人接著於〈我是你的毒販(I'm Your Pusher)〉登場，本集設定於漫畫的故事線中，在表揚超級英雄「偉大奇蹟(The Great Wide Wonder)」 的宣傳活動中,護國超人目睹他因藥物過量而在一次特技表演中撞穿另一名超級英雄「鐵殼(Ironcast)」，造成兩人同時死亡。為了掩蓋醜聞，護國超人、梅芙女王以及木星傑克將這場意外怪罪在一顆「隱藏在陽光裡」的「冷戰衛星」頭上，聲稱銀河族(Galaxis)控制衛星造成兩人的死亡，使在場的觀眾熱切地同意。
在季終集，影集本篇的的前傳〈一加一等於二(One Plus One Equals Two)〉中，當時18歲的護國超人作為七巨頭的新成員亮相，對他性虐待與性操控的上司瑪德琳·史迪威要他小心當時身為「護國超人之前的護國超人」的黑俠，宣稱他會找機會來毀了護國超人。被任命搶在黑俠之前解決化工廠人質危機作為首次任務的護國超人試圖以和平手段解決，但是意外因為用雷射眼對準槍枝，因而殺死數名人質與環保恐怖份子。在黑俠到達現場後，護國超人試圖解釋自己的所作所為，但決定殺死黑俠以掩蓋事實。然而，在誘使護國超人將整個化工廠炸翻後，黑俠藉由安樂死最後一名目睹護國超人兇行的人質後獲得他的信任，並寫給他一份宣稱環保恐怖份子持有炸彈的對媒體用說詞。稍後，在沃特總部，護國超人告訴史迪威說她看錯了黑俠。史達在本集回歸配音演出真人影集故事線的護國超人一角。

## 能力
護國超人的能力包含熱視線、超人力量、耐力、飛行與增強過的聲帶。由於化合物V的影響，他的老化速度與正常人相比較慢。他的本名是約翰，他對星光提及此事時表示他具有別名或秘密身份，但他最終放棄了。在影集第一季結尾，當瑪德琳·史迪威被問及護國超人的弱點時，她表示護國超人沒有弱點，因為「世上所有的武器都被用在他身上過，而他們都失敗了」 。
護國超人的力量與自以為是讓他表現出極端的狂妄自大，也讓他基於「他是護國超人，他想幹什麼就可以幹什麼」的信念而對無辜人士犯下罪行，包含強暴與大屠殺。

## 角色開發

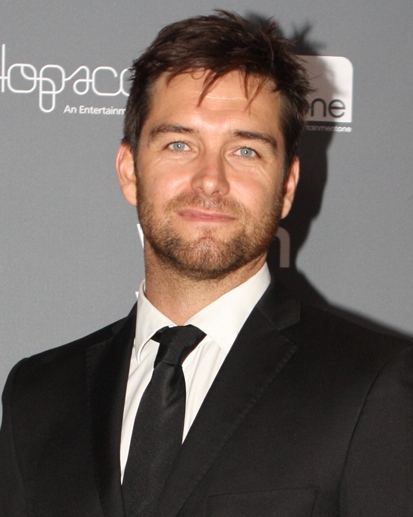
安東尼·史達出演約翰／護國超人

護國超人是以邪惡版本的美國隊長與超人進行設計。他的披風被拉到左邊時會讓造型酷似沙贊。護國超人在原作漫畫中的背景故事與影集版的背景故事相近。
蓋斯·恩尼斯描述護國超人是「一個完全負面的角色，他是由一連串不好的衝動構成，而這些衝動受他的智慧控制。這也讓他聰明到能夠理解，只要在不過份得寸進尺的情況下，他可以達成任何自己想做的事情。」，他也表示「護國超人的自制力大概只有14歲小孩的等級」。
《黑袍糾察隊》製片與節目統籌埃里克·克里普基表示，雖然護國超人「理論上」能被殺死，但是原作中黑俠身為護國超人複製人的大逆轉劇情將不會在影集中被使用，而在影集中，黑俠是一名黑人，而漫畫中黑俠的心理病態問題也與護國超人做了整合。

## 評價
護國超人一角與史達在影集中的演出獲得了影評盛讚。該角色被認為是世人眼中的美國的擬人化護國超人經常被與美國隊長與超人進行比較。